# نگهبانان کهکشان بخش ۳
نگهبانان کهکشان بخش ۳ (انگلیسی: Guardians of the Galaxy Vol. 3) یک فیلم ابرقهرمانی آمریکایی محصول سال ۲۰۲۳ است که بر اساس تیم ابرقهرمانی نگهبانان کهکشان از مارول کامیکس ساخته شده‌است. این فیلم که به‌وسیلهٔ مارول استودیوز تولید و توسط استودیو سینمایی والت دیزنی توزیع شد، دنباله‌ای بر نگهبانان کهکشان (۲۰۱۴) و نگهبانان کهکشان بخش ۲ (۲۰۱۷) و سی و دومین فیلم در دنیای سینمایی مارول به‌شمار می‌رود. این فیلم توسط جیمز گان نویسندگی و کارگردانی شد و در آن گروهی از بازیگران متشکل از کریس پرت، زوئی سالدانا، دیو باتیستا، کارن گیلان، پام کلمنتیئف، وین دیزل، بردلی کوپر، ویل پولتر، شان گان، چوکودی ایووجی، لیندا کاردلینی، ناتان فیلیون و سیلوستر استالونه حضور دارند. در این فیلم، نگهبانان برای محافظت از راکت (کوپر) در برابر تکامل عالی (ایووجی) دست به انجام مأموریتی می‌زنند.
گان در نوامبر ۲۰۱۴ گفت که ایده‌هایی مقدماتی برای ساخت سومین فیلم از این مجموعه را داشت و در آوریل ۲۰۱۷ خبر از بازگشت خود برای نویسندگی و کارگردانی آن را داد. دیزنی او را در ژوئیه ۲۰۱۸ به‌دنبال انتشار پست‌های جنجالی در توییتر از فیلم برکنار کرد، اما استودیو تا اکتبر گان را بازگرداند. بازگشت گان به‌طور عمومی در مارس ۲۰۱۹ اعلام شد، و پس از اینکه او کار بر روی فیلمش جوخهٔ انتحار (۲۰۲۱) و مجموعهٔ تلویزیونی اسپین‌آف آن یعنی پیس‌میکر (۲۰۲۲) را به پایان رساند، ساخت این فیلم از سر گرفته شد. فیلم‌برداری در نوامبر ۲۰۲۱ در آتلانتا، جورجیا آغاز شد و تا مهٔ ۲۰۲۲ ادامه داشت.
نگهبانان کهکشان بخش ۳ در ۲۲ آوریل ۲۰۲۳ در دیزنی‌لند پاریس به نمایش درآمد و در ۵ مه، به‌عنوان بخشی از فاز پنجم دنیای سینمایی مارول در ایالات متحده منتشر شد. این فیلم مانند قسمت‌های پیشین، موفقیتی تجاری و هنری بود و همچنین بیش از ۸۴۳ میلیون دلار در جهان فروش داشت که دومین فیلم پرفروش ۲۰۲۳ شد.

## داستان
نگهبانان کهکشان در مقر جدیدشان در نو‌ویر مورد حمله آدام وورلاک، جنگجویی از نژاد سوورین ساخته‌شده توسط کاهنه اعظم آییشا قرار می‌گیرند که قصد نابودی آنها را به دلیل دزدی از او دارد. پس از اینکه راکت به شدت زخمی می‌شود، نَبولا او را با ضربه‌ای زخمی کرده و آدام فرار می‌کند. تجهیزات پزشکی نگهبانان قادر به درمان زخم‌های راکت نیست، زیرا سازمان ارگوکورپ یک کلید خاموشی (kill switch) را در بدن او کاشته است. آنها به مقر ارگوکورپ سفر می‌کنند تا کد غیرفعال‌سازی کلید را پیدا کرده و جان راکت را نجات دهند.
در حالی که راکت در آستانه مرگ است، به گذشته خود بازمی‌گردد. او به عنوان یک راکون نوزاد توسط «فرگشت‌یاب بزرگ»، رهبر ارگوکورپ، پیدا و مورد آزمایش قرار گرفت. هدف فرگشت‌یاب بزرگ، ارتقای حیوانات و انسان‌گونه کردن آنها به «انسان‌حیوانات» برای ساخت جامعه‌ای ایده‌آل به نام «زمین مقابل» بود. هم‌تیمی‌های راکت در آزمایشگاه شامل سمور «لیلا»، فک «تیفس» و خرگوش «فلور» بودند. فرگشت‌یاب بزرگ از هوش بالای راکت شگفت‌زده شده و از او برای بهبود نسل‌های بعدی انسان‌حیوانات استفاده کرد. اما وقتی که راکت توانست مشکلی را حل کند که خود فرگشت‌یاب قادر به حل آن نبود، او تصمیم گرفت مغز راکت را برداشت کند و همه اعضای گروه 89 را بسوزاند. راکت تلاش کرد دوستانش را نجات دهد، اما فرگشت‌یاب بزرگ «لیلا» را کشت و به غم راکت تمسخر کرد. راکت عصبانی به فرگشت‌یاب حمله کرد، در حالی که دستیاران او «تیفس» و «فلور» را در آشوب کشتند. راکت دستیاران را از پای درآورد و با سفینه‌ای فرار کرد.
در زمان حال، نسخه‌ای دیگر از گامورا که به راورجرها پیوسته، به نگهبانان کمک می‌کند تا به مقر ارگوکورپ نفوذ کنند. آنها پرونده راکت را پیدا می‌کنند اما متوجه می‌شوند که «تیل»، یکی از مشاوران فرگشت‌یاب بزرگ، کد غیرفعال‌سازی کلید را برداشته است. نگهبانان به همراه گامورا به زمین مقابل می‌روند تا او را پیدا کنند. آنها توسط آییشا و آدام تعقیب می‌شوند، زیرا فرگشت‌یاب، خالق نژاد آنها، تهدید کرده در صورت ناکامی در بازیابی راکت، سوورین را نابود می‌کند.
در زمین مقابل، دراکس و مانتی همراه با گامورا و راکت می‌مانند، در حالی که پیتر کویل، گروت و نَبولا به آزمایشگاه‌های «آرته» فرگشت‌یاب می‌روند. نگهبانان به دلیل تقویت‌های سایبرنتیکی نَبولا، او را مجبور می‌کنند خارج بماند. کویل و گروت وارد آرته می‌شوند و دراکس با حیله مانتی را به دنبال آنها می‌فرستد. گامورا راکت را از دست آدام و جنگجوی جهنمی «وار پیگ» نجات می‌دهد.
فرگشت‌یاب بزرگ به همراه کویل اعتراف می‌کند که زمین مقابل ناکامل است و شروع به بمباران کل سیاره می‌کند که باعث کشته شدن انسان‌حیوانات و آییشا می‌شود. آرته که در واقع یک سفینه فضایی است، به پرواز درمی‌آید و نَبولا، دراکس و مانتی سوار آن شده و به نجات کویل و گروت می‌پردازند. اما کویل و گروت با تیل از سفینه می‌پرند، او را می‌کشند و کد غیرفعال‌سازی کلید را از جسدش بازیابی می‌کنند. گامورا آنها را با سفینه نجات می‌دهد. هنگامی که کد فعال می‌شود، راکت دچار ایست قلبی می‌شود و در تجربه نزدیک به مرگ با لیلا، تیفس و فلور ملاقات می‌کند. لیلا به او می‌گوید هنوز وقت رفتنش نرسیده و کویل موفق می‌شود کلید خاموشی را غیر فعال کرده و قلب راکت را دوباره به تپش وادارد.
دراک، نَبولا و مانتی در مسیر بازگشت با گروهی از کودکان انسان‌حیوانات ژنتیکی مواجه شده و سپس اسیر می‌شوند. نگهبانان دیگر نقشه نجات آنها را اجرا می‌کنند که منجر به نبردی با نیروهای فرگشت‌یاب می‌شود. کراگلین از نوویر به آرته شلیک کرده و سپس به نجات ساکنان نوویر از حمله متقابل جنگجویان جهنمی فرگشت‌یاب کمک می‌کند. هنگامی که خدمه فرگشت‌یاب قصد فرار دارند، شورش می‌کنند اما رهبر آنها آنها را می‌کشد. دراک، نَبولا و مانتی با سه هیولای عظیم به نام ابیلیسک دوست می‌شوند و از دست دشمنان فرار کرده و به بقیه نگهبانان ملحق می‌شوند. نگهبانان پیش از ترک آرته، نجات کودکان را در اولویت قرار می‌دهند و کودکان از طریق تونلی که توسط توانایی تله‌کینزی کازمو ساخته شده، به نوویر فرار می‌کنند. راکت حیوانات زندانی روی سفینه را کشف می‌کند و با فرگشت‌یاب که توسط دیگر نگهبانان شکست می‌خورد، روبرو می‌شود. راکت از کشتن او خودداری می‌کند و نگهبانان به حیوانات کمک می‌کنند تا به نوویر فرار کنند.
کویل در تلاش برای رسیدن به نوویر نزدیک به مرگ است اما آدام، که گروت پیش‌تر او را از تخریب آرته نجات داده، او را نجات می‌دهد. کویل تصمیم می‌گیرد نگهبانان را ترک کند و راکت را به عنوان کاپیتان جدید انتخاب می‌کند و به زمین بازمی‌گردد تا با پدربزرگش جیسون دیدار کند. مانتی با ابیلیسک‌ها به سفر خودشناسی می‌رود، گامورا به راورجرها می‌پیوندد و نَبولا و دراکس در نوویر می‌مانند تا کودکان نجات‌یافته را بزرگ کنند. نگهبانان جدید متشکل از راکت، گروت، کراگلین، کازمو، آدام، فیلا (یکی از کودکان نجات‌یافته) و حیوان خانگی آدام به نام بلورپ، مأموریتی جدید را آغاز می‌کنند.

## بازیگران
- کریس پرت در نقش پیتر کویل / استار-لرد:
رهبر نیمه انسان و نیمه سلستیال نگهبانان کهکشان که در کودکی از زمین ربوده شد و توسط گروهی از دزدان و قاچاقچیان بیگانه بزرگ شد.[۴]
- زوئی سالدانیا در نقش گامورا:
یتیمی که به‌دنبال رستگاری برای جنایات گذشته خود است و توسط تانوس آموزش دیده تا قاتل شخصی او باشد.[۴] او در انتقام‌جویان: جنگ ابدیت (۲۰۱۸) توسط تانوس کشته شد، اما در نقش نسخه‌ای جوان‌تر از شخصیتی که در فیلم انتقام‌جویان: پایان بازی (۲۰۱۹) به زمان حال سفر می‌کند، بازگشت. سالدانیا نقش جوان‌تر را در این فیلم تکرار می‌کند.[۵][۶]
- دیو باتیستا در نقش درکس ویرانگر: یکی از اعضای نگهبانان و جنگجوی بسیار ماهر که خانواده‌اش توسط رونان و تحت دستورات تانوس سلاخی شدند.[۴]
- وین دیزل در نقش گروت: یکی از اعضای نگهبانان که درخت انسان‌نما و همدست راکت است.[۴]
- بردلی کوپر در نقش راکت:
یکی از اعضای نگهبانان و انتقام‌جوی سابق که شکارچی جایزه‌بگیر است. او راکون اصلاح‌شدهٔ ژنتیکی و استاد سلاح‌ها و تاکتیک‌های نظامی است.[۴] این فیلم تکمیل‌کنندهٔ قوس داستانی این شخصیت است که در دو فیلم اول نگهبانان ایجاد شد و در جنگ ابدیت و پایان بازی ادامه یافت.[۷] درپایان این قسمت او بعنوان رهبر گروه نگهبانان انتخاب می شود.
- کارن گیلان در نقش نبیولا:
یکی از اعضای نگهبانان و انتقام‌جوی سابق که یتیمی از دنیای بیگانه است و توسط تانوس آموزش دیده تا قاتل شخصی او باشد.[۸] گیلان معتقد بود که نبیولا در حال تبدیل شدن به یک «فردی اندکی متفاوت» با شوخ‌طبعی بیشتر است، زیرا او پس از مرگ تانوس، که منبع آزار و شکنجه او بود، از نظر روانی بهبود می‌یابد.[۹]
- پام کلمنتیئف در نقش منتیس: عضوی از نگهبانان با قدرت‌های همدلی.[۱۰]
- الیزابت دبیکی در نقش عایشا: کاهن اعظم طلایی و رهبر مردم ساورم. تحت این نقش، آدام وارلاک را برای نابودی نگهبانان خلق کرد.[۱۱]
- شان گان در نقش کراگلین اوفونتری: یکی از اعضای نگهبانان و نفر دوم سابق یوندو اودونتا در روجرز.[۱۲]
- سیلوستر استالونه در نقش استاکار اوگورد: یکی از اعضای روجرز با مقام بالا.[۱۳]
- ویل پولتر در نقش آدام وارلاک: یک موجود مصنوعی قدرتمند که توسط ساورم برای نابودی نگهبانان ساخته شده‌است، اما سپس برای کمک به توقف تکامل عالی استخدام می‌شود.[۱۴]
- چوکودی ایووجی در نقش تکامل عالی: دانشمندی متخصص در ایجاد موجودات ترکیبی و خالق راکت، که به‌دنبال آن است به‌زور همهٔ موجودات زنده را به یک «نژاد خاص» تبدیل کند.[۱۵][۱۶][۱۷]
- ماریا باکالوا در نقش کاسمو د اسپیس‌داگ: سگی که توسط اتحاد جماهیر شوروی به فضا فرستاده شد.[۱۸] او توسط بازیگر سگ در نگهبانان کهکشان (۲۰۱۴) و نگهبانان کهکشان بخش ۲ (۲۰۱۷) به تصویر کشیده شد.[۱۹][۲۰]

علاوه بر این، دانیلا ملچیور و نیکو سانتس حضور دارند.

## تولید

### توسعه

#### اقدامات اولیه
جیمز گان، کارگردان و نویسنده نگهبانان کهکشان (۲۰۱۴) در نوامبر ۲۰۱۴ گفت در حین کار بر روی فیلم اول، علاوه برداشتن «داستان اساسی» برای نگهبانان کهکشان بخش ۲ (۲۰۱۷)، ایده‌هایی برای فیلم احتمالی سوم نیز داشت. اما او در ژوئن ۲۰۱۵ مطمئن نبود که آیا در سومین فیلم نگهبانان دخیل خواهد بود یا خیر، و گفت بستگی به احساس او پس از ساختن بخش دوم دارد. در آوریل ۲۰۱۶، کوین فایگی، رئیس مارول استودیوز که تهیه‌کننده فیلم‌های محافظان است، گفت که فیلم سومی برای این فرنچایز به‌عنوان بخشی از دنیای سینمایی مارول (MCU) برنامه‌ریزی شده‌است. در مارس ۲۰۱۷، گان گفت که فیلم سومی «بدون شک» وجود خواهد داشت؛ «ما در حال تلاش برای حل آن هستیم». او مدتی بعد گفت هنوز برنامه خاصی برای فیلم وجود ندارد، اما مارول می‌خواهد آن را بسازد «مگر اینکه چیزی به طرز وحشتناکی پیش برود—که همواره ممکن است، از کجا معلوم». او همچنین تأکید کرد که تصمیمی برای کارگردانی این فیلم نگرفته‌است و قرار است «در چند هفتهٔ آینده» نقش خود و پروژه بعدی خود را مشخص کند. بخشی از بی میلی گان برای بازگشت به این فرنچایز ناشی از عدم تمایل به کار بر روی آن بدون حضور مایکل روکر بود که شخصیتش در پایان داستان بخش دوم درگذشت.
گان در آوریل ۲۰۱۷ اعلام کرد که برای نویسندگی و کارگردانی فیلم نگهبانان کهکشان بخش ۳ باز خواهد گشت. او گفت که داستان این فیلم بعد از انتقام‌جویان: جنگ ابدیت (۲۰۱۸) و انتقام‌جویان: پایان بازی (۲۰۱۹) جریان دارد و داستان این گروه را به پایان می‌رساند. او همچنین احساس می‌کرد که سه فیلم نگهبان «روی هم رفته با هم همکاری می‌کنند» و یک داستان را روایت می‌کنند، و فیلم سوم از دو فیلم اول «خیلی چیزها را به هم گره می‌زند» و «پاسخ‌های بسیاری در مورد بسیاری از چیزهای مختلف» می‌دهد. گان همچنین قصد داشت با مارول در مورد آیندهٔ «دنیای کیهانی مارول» همکاری کند. قرار بود او کار بر روی بخش ۳ را مدت کوتاهی پس از اتمام کارش به عنوان تهیه‌کنندهٔ اجرایی و مشاور جنگ ابدیت آغاز کند. گان در حین بازگشت برای فیلم سوم گفت: «اگر تصور نسبتاً آشکاری از اینکه کجا می‌رویم و قرار است چه کنیم، نداشتم، نمی‌گفتم بله. من آدمی نیستم که اگر تصوری برای آن نداشته باشم، این کار را انجام دهم.»
پس از اینکه ابتدا آدام وارلاک قرار بود در فیلم‌نامهٔ بخش ۲ قرار داشته باشد، گان و فایگی به اهمیت شخصیت در سمت کیهانی دنیای سینمایی مارول اشاره کردند و گفتند که او در بخش ۳ حضور خواهد داشت. در مهٔ ۲۰۱۷، پس از اکران بخش ۲، گان گفت که سومین فیلم را «طی سه سال آینده» می‌سازد، و تأیید کرد که پام کلمنتیئف دوباره نقش مانتیس را بازی خواهد کرد. او همچنین قصد داشت که الیزابت دبیکی نقش آیشا را بار دیگر ایفا کند. در اواسط ژوئن، گان اولین پیش‌نویس فیلم‌نامه‌اش را برای فیلم سوم به پایان رسانده بود و در حال بررسی تغییر بخشی از اطلاعات شخصیتی بود که در پس‌زمینه سکانس ماگ شات در فیلم اول (زمانی که نگهبانان دستگیر می‌شوند) را تغییر دهد. در سپتامبر، گان تکرار کرد که بخش ۳ «کمی کمتر از سه سال دیگر» اکران می‌شود، زیرا فیلم محرمانه برای اکران در ۱ می ۲۰۲۰ برنامه‌ریزی شده بود. در آخر فوریهٔ ۲۰۱۸، گان قصد داشت با مارک همیل در مورد احتمال حضور در فیلم ملاقات کند. در آوریل، کریس پرت قرار بود نقش پیتر کویل / استار-لرد را دوباره بازی کند و ماه بعد، دیو باتیستا تأیید کرد که در نقش درکس ویرانگر مجدداً حضور خواهد داشت. مارول تا پایان ژوئن و پیش از آغاز پیش‌تولید رسمی فیلم، اولین پیش‌نویس کامل فیلم‌نامه را از گان دریافت کرد.

#### اخراج جیمز گان
در ۲۰ ژوئیهٔ ۲۰۱۸، دیزنی و مارول با گان قطع رابطه کردند. این موضوع در حالی اتفاق افتاد که تحلیل‌گران محافظه‌کار شروع به انتشار توییت‌های قدیمی او دربارهٔ موضوعات بحث‌برانگیز مانند تجاوز جنسی و پدوفیلی کردند و خواستار اخراج او شدند. آلن اف. هورن، رئیس استودیو والت دیزنی اظهار داشت: «نگرش‌ها و اظهارات توهین‌آمیز کشف شده در محتوای توییتر جیمز غیرقابل دفاع و مغایر با ارزش‌های استودیوی ماست و ما رابطهٔ کاری خود را با او قطع کرده‌ایم.» اگرچه باب ایگر رئیس شرکت والت دیزنی نقشی در تصمیم‌گیری به اخراج گان نداشت، او از «تصمیم هم‌رای» مدیران مختلف استودیوهای مارول و والت دیزنی حمایت کرد. در پاسخ به این موضوع، گان در مجموعه‌ای از توییت‌ها گفت که وقتی کارش را آغاز کرد، «فیلم می‌ساخت و جوک‌هایی می‌گفت که توهین‌آمیز و تابو بودند» اما احساس می‌کرد که او «به‌عنوان یک فرد، کار من و طنز من هم رشد کرده‌است». او سپس در بیانیه‌هایی عذرخواهی کرد.
در واکنش به اخراج، تعداد زیادی از بازیگران نگهبانان کهکشان در توییتی از گان حمایت کردند. مایکل روکر تصمیم گرفت توییتر را ترک کند، و طرفداران دادخواستی آنلاین امضا کردند که خواستار بازگرداندن گان بودند. این دادخواست بیش از ۳۰۰٫۰۰۰ امضا داشت. این اخراج همچنین با واکنش سایر شخصیت‌های هالیوود مانند بازیگر سلما بلر و کمدین بابکت گلدتویت مواجه شد. مقاله‌های خبری راجع به اخراج گان و تأثیر آن بر هالیوود از سوی کریم عبدالجبار و بنگاه‌های خبری مانند هالیوود ریپورتر، ورایتی، ددلاین هالیوود و فوربز نوشته شد. در ۳۰ جولای، بازیگران فیلم‌های نگهبانان کهکشان، از جمله پرت، زوئی سالدانا، باتیستا، بردلی کوپر، وین دیزل، شان گان، پام کلمنتیئف، روکر و کارن گیلان بیانیه‌ای در حمایت از جیمز گان صادر کردند.
به‌رغم آنکه گان با «حمایت پر سر و صدای» قابل توجهی مواجه شد، ورایتی گزارش داد که دیزنی قصد ندارد او را دوباره استخدام کند، زیرا این جوک‌ها «در دوران #می‌تو غیرقابل قبول بودند و با وجههٔ خانواده محور دیزنی همخوانی ندارند». ورایتی ادامه داد: علی‌رغم اینکه شایعاتی مبنی بر جایگزینی گان با کارگردانان مطرح مارول مانند جان فاورو، تایکا وایتیتی یا برادران روسو پخش شده‌است، مارول هنوز با هیچ کارگردان دیگری ملاقات نکرده‌است و به احتمال زیاد فرد جدیدی را استخدام خواهد کرد. در اوایل اوت، باتیستا گفت تا زمانی که مارول از فیلم‌نامهٔ موجود گان استفاده کند، به قرارداد خود عمل خواهد کرد و در فیلم ظاهر خواهد شد.
دیزنی و مارول همچنان می‌خواستند فیلم «به سرعت جلو برود» و به زودی تأیید شد که فیلم‌نامهٔ گان را تغییر نمی‌دهند. این، همراه با اینکه گان از زمان نوشتن توییت‌ها در سال‌ها قبل از عقد قرارداد فیلم، قرارداد خود را نقض نکرد، منجر به «مذاکرات پیچیده» بین گان و دیزنی بر سر توافق خروج او شد. انتظار می‌رفت که گان ۷ تا ۱۰ میلیون دلار یا بیشتر دستمزد دریافت کند، و امیدی وجود داشت که مذاکرات می‌تواند در نهایت منجر به بازگشت او در جایگاه شود، «حتی اگر [این] برای توسعه و کارگردانی فیلم دیگری از مارول باشد». گان پس از این توافق آزاد بود که وارد پروژه‌های جدید شود و نیز دیگر استودیوهای بزرگ علاقه‌مند به استخدام او بودند، از جمله برادران وارنر برای فرنچایز ابرقهرمانی رقیب، یعنی دنیای توسعه‌یافته دی‌سی. در طی این مدت، مدیران مارول استودیو در تلاش برای یافتن سازشی بودند که می‌تواند به نوعی منجر به بازگشت گان به فیلم شود. آن‌ها «گفتگوهای محرمانه‌ای» را با دیزنی آغاز کردند. این تلاش «دقیقه نودیِ» مارول ناشی از اظهارات بازیگران فیلم بود. در میانهٔ آگوست، گان به دنبال فشار زیاد آژانس استعدادیابی او برای اینکه فرصتی دوباره به او داده شود، با آلن اف. هورن، رئیس استودیو والت دیزنی ملاقات کرد. با وجود این و ماهیت «حقوقی و حرفه‌ای» جلسه، هورن فقط آن را حسن نیت در نظر گرفت و بر تأیید مجدد تصمیم دیزنی برای اخراج گان تأکید کرد.
بعداً در ماه اوت، گروه جمع و جوری که برای پیش‌تولید آماده می‌شدند، به دلیل به تعویق افتادن ساخت فیلم مرخص شدند تا مارول و دیزنی بتوانند کارگردانی را برای جایگزینی گان پیدا کنند. پیش‌تولید قرار بود تا پایان سال ۲۰۱۸ آغاز شود و تصویربرداری اصلی برای ژانویه یا فوریهٔ ۲۰۱۹ برنامه‌ریزی شده بود. در آن هنگام، باتیستا با توجه به نحوهٔ برخورد آن‌ها با گان مطمئن نبود که برای فیلم بازخواهد گشت یا نه. در اواخر سپتامبر، برادر جیمز گان، شان، که نقش کراگلین اوبفونتری را بازی کرد و در فیلم‌های قبلی نگهبانان موشن کپچر راکت را بر عهده داشت، تکرار کرد که دیزنی همچنان قصد ساخت این فیلم را با فیلم‌نامهٔ جیمز دارد، اما زمان ادامهٔ ساخت را برای بازیگران اعلام نکرده بود. شان افزود که قبل از اخراج برادرش در حال آماده شدن برای تکرار نقش‌های خود برای فیلم سوم بوده‌است. در پایان ماه، از بردلی کوپر پرسیده شد با توجه به موفقیت فیلمش ستاره‌ای متولد شده‌است (۲۰۱۸)، قصد کارگردانی این فیلم را دارد یا نه؛ او گفت که «هیچ‌وقت نمی‌توانست تصور کند» کارگردانی فیلمی که خودش ننوشته‌است را به عهده بگیرد. در اواسط اکتبر، جیمز گان توافق‌نامه خروج خود را با دیزنی کامل کرده بود و قرار بود فیلم جوخهٔ انتحار (۲۰۲۱) را برای برادران وارنر نویسندگی و کارگردانی کند.

## بازاریابی
این فیلم در پنل مارول استودیوز طی کامیک-کان سن دیگو ۲۰۲۲ مورد بحث قرار گرفت. همچنین اعلام شد که ایووجی در نقش تکامل عالی بازی می‌کند و با لباس شخصیت در پنل این مراسم حضور یافت.

## انتشار
نگهبانان کهکشان بخش ۳ افتتاحیهٔ جهانی‌اش را در ۲۲ آوریل ۲۰۲۳ در دیزنی‌لند پاریس داشت. افتتاحیهٔ آمریکای شمالی این فیلم در ۲۷ آوریل در سالن تئاتر دالبی واقع در هالیوود، کالیفرنیا برگزار شد. این فیلم در ۳ مهٔ ۲۰۲۳ در چند کشور شامل بریتانیا، و در ۵ مه در ایالات متحده اکران شد. این فیلم پیش‌تر برای اکران در ۱ مهٔ ۲۰۲۰ برنامه‌ریزی شده بود، اما به تاریخ کنونی موکول شد. نگهبانان کهکشان بخش ۳ بخشی از فاز پنجم دنیای سینمایی مارول به‌شمار می‌رود. این فیلم در قالب‌های سه‌بعدی، آی‌مکس، دالبی سینما، 4DX و اسکرین‌اکس منتشر شد.

## بازخورد

### فروش گیشه
تا ۹ ژوئن ۲۰۲۳، نگهبانان کهکشان بخش ۳ ۳۵۶٫۹ میلیون دلار در ایالات متحده و کانادا و نیز ۴۸۲٫۳ میلیون دلار در سایر کشورها فروش داشته‌است که فروش جهانی آن در کل به ۸۳۹٫۱ میلیون دلار رسیده‌است.
در ایالات متحده و کانادا پیش‌بینی شده بود که نگهبانان کهکشان بخش ۳ در آخر هفته افتتاحیه‌اش حدود ۱۱۰ میلیون دلار از ۴٫۴۵۰ سینما فروش داشته‌باشد. این فیلم در روز نخست اکران ۴۸٫۲ میلیون دلار فروش داشت، که شامل ۱۷٫۵ میلیون دلار از نمایش‌های پنجشنبه شب بود. این فیلم با ۱۱۸٫۴ میلیون دلار فروش به صدر جدول گیشه رسید. در آخر هفتهٔ دوم، نگهبانان کهکشان بخش ۳  با ۶۲ میلیون دلار، جایگاه نخست گیشه را حفظ کرد اما کاهش ۴۸ درصدی نسبت به آخر هفته افتتاحیهٔ داشت. همچنین نسبت به اکران‌های اخیر فرنچایز شامل مرد مورچه‌ای و زنبورک: شیدایی کوانتومی (۷۰٪)، ثور: عشق و تندر (۶۸٪) و دکتر استرنج در چندجهانی دیوانگی (۶۷٪) کاهش فروش داشت. این فیلم در آخر هفتهٔ سوم اکران، ۳۲ میلیون دلار به دست آورد و فست اکس جایگاه نخست جدول را کسب کرد.
در خارج از ایالات متحده و کانادا، این فیلم در افتتاحیه آخر هفته، ۱۶۸٫۱ میلیون دلار فروخت. این فیلم در دومین آخر هفته اکران خود با افت ۴۰ درصدی نسبت به آخر هفته اکران خود ۹۲ میلیون دلار فروخت. تا ۲۷ مه ۲۰۲۳، کشورهایی که بیشترین درآمد را داشتند چین (۷۷٫۴ میلیون دلار)، بریتانیا (۳۶ میلیون دلار)، مکزیک (۳۰٫۸ میلیون دلار)، کره جنوبی (۲۶٫۷ میلیون دلار) و فرانسه (۲۴٫۳ میلیون دلار) بودند.

### بازخورد منتقدان
در وبگاه نقد و بررسی راتن تومیتوز، ۸۲٪ از ۳۷۵ بررسی منتقدین مثبت است و این فیلم میانگینِ امتیاز ۷٫۲/۱۰ را در اختیار دارد. اجماع این وبگاه چنین می‌نویسد: «آخرین نگهبانان کهکشان آغوش گروهی کهکشانی است که ممکن است کمی بیش از حد روی تار و پودهای قلب فشار بیاورد و آخرین کوشش دوست‌داشتنی برای سرکش‌ترین خانوادهٔ دنیای سینمایی مارول است.» این فیلم در متاکریتیک، که از میانگین وزنی استفاده می‌کند، بر اساس نظر ۶۳ منتقد امتیاز ۶۴ از ۱۰۰ را کسب کرده که نشان‌گر «نقدهای عموماً مطلوب» است. تماشاگران شرکت‌کننده در نظرسنجی سینماسکور مانند دو فیلم قبلی نگهبانان کهکشان، به این فیلم نمرهٔ «A» در مقیاس «A+» تا «F» دادند، در حالی که نظرسنجی‌های پست‌ترک گزارش دادند که ۹۱ درصد از مخاطبان به فیلم نمره مثبت داده‌اند و ۷۹ درصد گفته‌اند که قطعاً آن را توصیه می‌کنند.
ایندیپندنت آن را «بهترین فیلم مارول در سال‌های اخیر» عنوان کرد؛ واکس و سی‌بی‌سی نیز چنین نظری را داشتند. در میان نقدهای ضد و نقیض، پیتر بردشاو از گاردین و نیکلاس باربر از بی‌بی‌سی عقیده داشتند این فیلم بیش از حد طولانی بود.

## آینده
گان در آوریل ۲۰۱۷ گفت که ساخت چهارمین فیلم نگهبانان ممکن است اتفاق بیفتد، اگرچه احتمالاً بر روی گروه جدیدی از شخصیت‌ها متمرکز می‌شود، زیرا قصد داشت داستان تیم فیلم‌های قبلی را در بخش سوم به پایان برساند. بعداً در سپتامبر، گان عقیده داشت که بعید است برای فیلم دیگری از نگهبانان بازگردد، اما اشاره کرد که به همکاری با مارول استودیوز در پروژه‌های دیگری که در مورد محافظان و شخصیت‌های کیهانی است، ادامه خواهد داد. یکی از این پروژه‌ها از گان، فیلمی با محوریت دراکس و مانتیس بود که باتیستا آن را «درخشان» نامید. با این حال، در مهٔ ۲۰۲۱، باتیستا هیچ خبر جدیدی در مورد آن نشنیده بود، احساس می‌کرد مارول استودیوز «خیلی علاقه‌مند نیست، یا با روشی که آن‌ها طرح‌ریزی کرده‌اند» مطابقت ندارد. گان در سپتامبر ۲۰۱۹ تأیید کرد که قصد دارد بخش سوم آخرین فیلم از نگهبانان او باشد، که آن را در مهٔ ۲۰۲۱ دوباره تأیید کرد. در ژوئیه ۲۰۲۱، گیلان تمایلش برای ادامهٔ بازی در نقش نبیولا بعد از بخش سوم را اعلام کرد. در آوریل ۲۰۲۳، سالدانا تأیید کرد که برای آخرین بار در بخش ۳ نقش گامورا را بازی می‌کند. او دوست داشت این شخصیت در دنیای سینمایی مارول بماند و نقشش را نسل جدیدی از بازیگران ایفا کنند.